# کارل موس
کارل موس (انگلیسی: Carl Moos; ۲۹ اکتبر ۱۸۷۸ – ۹ ژوئیهٔ ۱۹۵۹) نقاش اهل سوئیس] بود.
از افتخارات وی میتوان به کسب مدال نقره آثار گرافیکی در بخش مسابقات هنری بازی‌های المپیک تابستانی ۱۹۲۸ اشاره کرد.